# جان ناکس
جان ناکس (انگلیسی: John Knox؛ زاده ۱۵۱۴ میلادی درگذشته ۲۴ نوامبر ۱۵۷۲)و یک روحانی مسیحی اسکاتلندی، نویسنده، و پژوهشگر دینی و یکی از رهبران اصلاحات پروتستانی بود که بعنوان بنیانگذار فرقه پرسبیتری (یعقوبی-یهودی) در اسکاتلند شناخته می‌شود. تصور می‌رود که او دانش آموختهٔ دانشگاه سنت‌اندروز باشد. او به عنوان یک کشیش دفتردار اسناد رسمی کار می‌کرد. جان ناکس به جنبش اصلاح کلیسای اسکاتلند پیوست و در حوادث دینی-سیاسی که در طی آن کاردینال بیتون در سال ۱۵۴۶ به قتل رسید و دخالت نمایندگان سلطنتی اسکاتلند (مری گایز) گرفتار شد. یک سال بعد او توسط نیروهای فرانسوی بازداشت و زندانی شد و هنگام آزادیش در سال ۱۵۴۹ به انگلستان تبعید گردید. در تبعید، ناکس اجازه یافت که به کار در کلیسای انگلستان بپردازد و در آن جا به رتبه های بالاتر دست یافت و سپس به عنوان یک روحانی سلطنتی در خدمت ادوارد ششم پادشاه انگلستان منصوب شد.